# جاد (مسلسل)
«جاد» أو «المستنسخ» (بالبرتغالية: O Clone‏) هي تيلينوفيلا برازيلية وواحدة من أنجح إنتاجات قناة "جلوبو تي في" من العقد الأول من القرن الحادي والعشرين.
تدور أحداث المسلسل حول «جاد» الفتاة التي تضطر للانتقال من البرازيل إلى المغرب بعد وفاة والدتها، لتواجه مجتمعاً تقاليده جديدة ومختلفة، فتحاول التأقلم معها. في هذه الأثناء، تلتقي جاد بشاب برازيلي يدعى لوكاس، فيغرمان ببعضهما من النظرة الأولى، ويعملان معاً على الوقوف في وجه العوائق والحفاظ على حبّهما. إلا أن دييغو شقيق لوكاس يقرر العودة إلى بلده الأم -البرازيل، وخلال رحلته يتعرّض لحادث طائرة يودي بحياته. ولشدة تعلّق لوكاس بشقيقه، يقررالقيام بالأبحاث اللازمة لإجراء عمليّة استنساخ له.
يحاول المسلسل معالجة عدة قضايا اجتماعية منها الهجرة، الحب، المخدرات، الموت، والإستنساخ وغيرها من المواضيع في قالب رومانسي واجتماعي.

## قصة
تبدأ القصة في ريو دي جانيرو، البرازيل. تبقى جاد (جيوفانا انتونيلي)، شابة مسلمة، يتيمة وأجبرت على العودة إلى المغرب، حيث عمها علي. المشكلة هي أن ترعرعت في بلد ثقافة مختلفة جدا عن الإسلام، وأنه لا يزال بعيدا جدا عن الدين. يجب عمها تعليم كل شيء لها أنها تحتاج إلى معرفة مسلم، لجعل جاد كثرى تدينا. هناك لديها للتكيف مع نمط حياة جديد. في نفس الوقت عائلة غنية أرسلت فيراز إلى بقية ريو في المغرب. جنبا إلى جنب مع الاخوة التوأم لوكاس وديوغو فيراز (موريلو بينيشيو) والدهما ليونيداس فيراز يذهب ألبييري الدكتور أوغستوس، وهو صديق للعائلة. لوكاس وجاد يقعان في الحب والتعرف على بعضهما البعض. جاد، مع العلم أن الحب لوكاس - حرام، وضعت فوق كل مشاعرهم.

## بطولة
- موريلو بينيسيو ... لوكاس وديوغو وليو
- جوفانا أنتونيلي ... جاد الأديب رشيد
- فيرا فيشر ... إيفيتي
- ريجينالدو فاريا ... ليونيداس فيراز
- دانييلا إسكوبار ... مائيسا فيراز
- أدريانا ليسا ... ديؤوزا
- نيؤوزا بورجيس ... دالفا
- جانديرا مارتيني ... زرايد
- مارسيلو نوفائيس ... شاندي كوردييرو
- ماركوس فروتا ... إسكوبار
- بيت جولار ... ليدياني فالفيردي
- سيسا جيماراينش ... كلاريسي
- فيكتور فازانو ... تافينيو فالفيردي
- ديبورا فالابيلا ... ميل فيراز
- لوسيانو شافير ... زين
- غيلييرمي كاران ... رابازاؤو
- ميريان ريؤوس ... أنيتا
- نيفيا ستيلمان ... رانية رشيد
- راؤول غزولا ... ميرو
- تائيس فيرسوزا ... تيلمينيا فالفيردي
- سيرجيو ماروني ... سيسيو فالفيردي
- جوليانا بائيس ... كارلا سانتوس
- تياجو فراغوزو ... ناندو
- إليزانجيلا ... نوئيميا
- كارلا دياز ... خديجة الأديب رشيد
- كرولينا مسييرا ... سمية رشيد
- بيري ساليس ... مصطفى رشيد
- سولانج كوتو ... دونا‌جورا
- تالما دي‌فريتاس ... كارول
- مارا مانزان ... اوديتي
- سيلفيو غوينداني ... بازيليو
- ماريو لاغو ... طبيب مولينا
- بياتريس سيغال ... بينيلوبي براون
- توتيا ميريليس ... لاوريندا
- تانيا الفيس ... نورما
- فرنسواز فورتون ... سيموني
- موريلو غروسي ... جوليو
- دالتون فيغ ... سعيد رشيد
- أدريسا كاتس ... سونينيا
- أنتطونيو كالوني ... محمد رشيد
- أوسمار برادو ... لوباتو
- سيباستيان فاسكونسيلوس ... عبد الله رشيد
- روبرتو بونفيم ... إدفالدو
- ليتيسيا ساباتيلا ... لطيفة الأديب رشيد
- نيفيا ماريا ... إدنا
- كريستيانا اوليفيرا ... أليسينيا
- إلياني جارديني ... نضيرة رشيد
- جوكا دي أوليفيرا ... ألبييري
- ستينيو غارسيا ... علي الأديب
- ستيفاني بريتو ... سميرة الأديب رشيد
- إنغرا ليبيراتو ... آمنة
- عيري جونسون ... ليجيرو
- روث دي سوزا ... دونا موسينيا
- ليا غارسيا ... لولا
- تياجو أوليفيرا ... أمين الأديب رشيد
- كاريمة المعطوي ... كاريما
- أحمد المعطوي ... أحمد
- مرية جوان باستوس ... أماليا
- فبيانا ألوارز ... زليكا
- فرانسيالي فرادوزيسكي ... بيتا

بالاشتراك مع
- والديريز دي باروس ... سلوى الأديب
- إلويزا مفالدا ... أمينة
- سمارا فيليبو ... صديقة ديوغو

كاتب السيناريو
- غلوريا بيريز

مدير
- تيريزا لامبريا
- جايمي مونجاردين
- ماركوس شيختمان

موسيقى
- ماركوس فيانا

من جوهر وإخراج
- جايمي مونجاردين

## وصلات خارجية
- استنساخ على موقع IMDb (الإنجليزية)
- استنساخ على موقع كينوبويسك (الروسية)
- استنساخ على موقع ألو سيني (الفرنسية)
- استنساخ على موقع قاعدة بيانات الفيلم (الإنجليزية)

- جاد على قاعدة بيانات الأفلام على الإنترنت